# Stellifer zestocarus
Stellifer zestocarus е вид бодлоперка от семейство Sciaenidae. Видът не е застрашен от изчезване.

## Разпространение и местообитание
Разпространен е в Еквадор, Колумбия, Коста Рика, Никарагуа, Панама, Салвадор и Хондурас.
Среща се на дълбочина от 3 до 27 m, при температура на водата около 25,1 °C и соленост 33,5 ‰.

## Описание
На дължина достигат до 20 cm.